# David Bernabéu
Vicente David Bernabéu Armengol (* 9. Januar 1975 in Valencia) ist ein ehemaliger spanischer Radrennfahrer.
Bernabéu wurde 1999 bei Boavista Profi. 2002 gewann er die Tour du Finistère und den GP de Ciclismo de Torres Vedras. Daraufhin wechselte er 2003 zum GSII-Team Milaneza, bei dem er wiederum den GP de Ciclismo de Torres Vedras sowie eine Etappe bei Paris–Nizza und das Gesamtklassement der Portugal-Rundfahrt gewann. Nach diesen Erfolgen kam er 2005 zu Comunidad Valenciana. 2006 gewann er die Trofeo Pollença gewinnen und entschied die Gesamtwertung der Mallorca Challenge für sich. 2010 gewann er die Clássica Memorial Bruno Neves sowie eine Etappe der Portugal-Rundfahrt, bei der auch Rang zwei in der Gesamtwertung belegte. Ende der Saison 2011 beendete er seine Radsportlaufbahn.

## Palmarès
1999
- Tour du Finistère
- Grande Prémio Internacional de Torres Vedras

2003
- eine Etappe Paris–Nizza
- Grande Prémio Internacional de Torres Vedras

2004
- Volta a Portugal

2006
- Trofeo Pollença

2010
- eine Etappe Volta a Portugal (EZF)

## Teams
- 1999 Recer-Boavista
- 2000 Boavista
- 2001 Carvalhelhos-Boavista
- 2002 Carvalhelhos-Boavista
- 2003 Milaneza-MSS
- 2004 Milaneza Maia
- 2005 Comunidad Valenciana-Elche
- 2006 Comunidad Valenciana
- 2007 Fuerteventura-Canarias
- 2008–2010 Barbot-Siper
- 2011 Andalucía Caja Granada